# Julius Friedländer (Numismatiker)

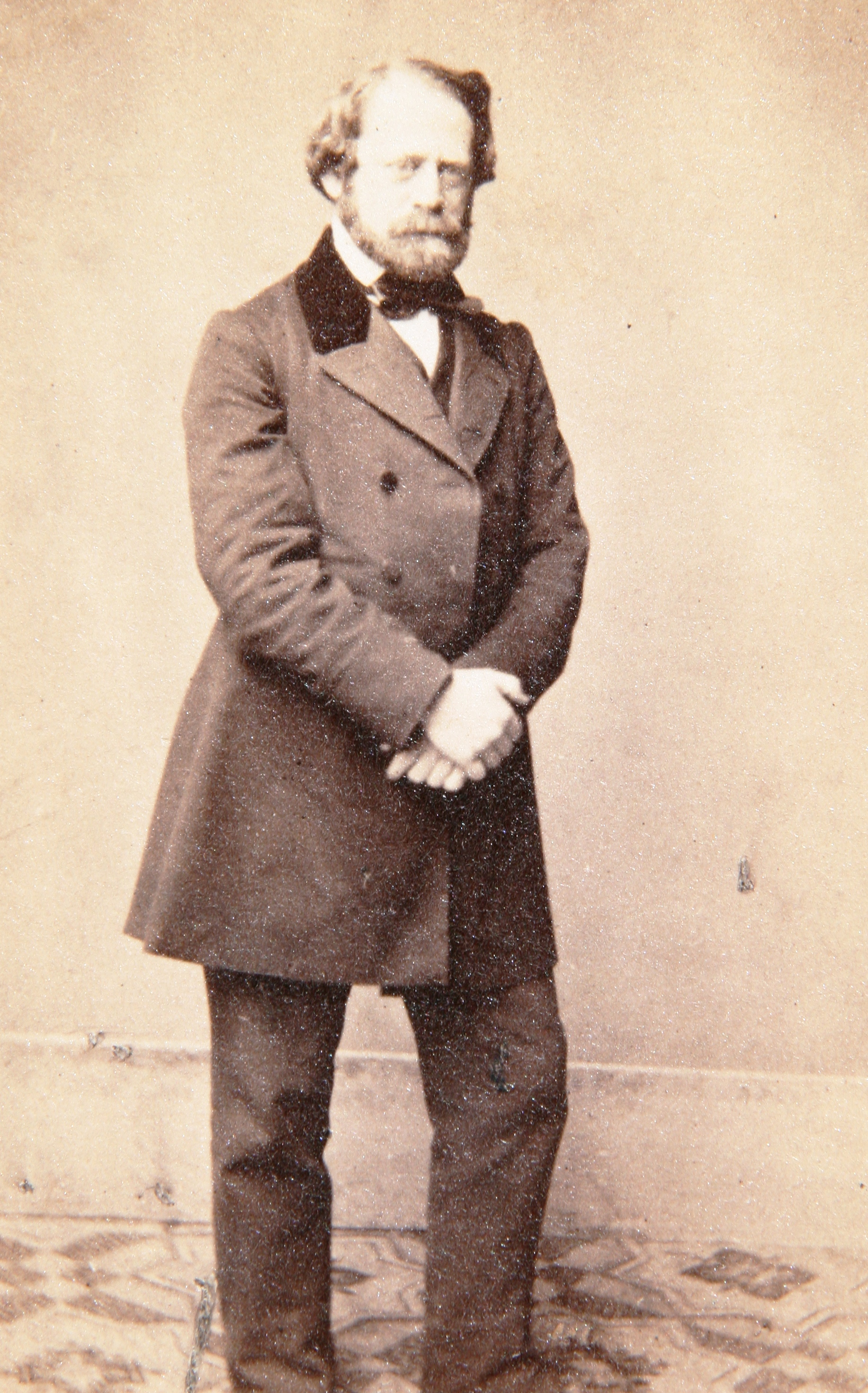
Julius Friedländer (1870)

Eduard Julius Theodor Friedländer (* 25. Juni 1813 in Berlin; † 4. April 1884 ebenda) war ein deutscher Numismatiker.

## Leben
Julius Friedländer war der Sohn des Privatgelehrten und Münzsammlers Benoni Friedländer und dessen Ehefrau Rebecca von Halle, Tochter des Berliner Bankiers Joel Samuel von Halle und dessen Ehefrau Edel (Adelaide) Levy.
Friedländer wurde im Jahre 1818 zusammen mit seinen Geschwistern evangelisch getauft. Er besuchte das Gymnasium zum Grauen Kloster in Berlin und studierte Medizin, Archäologie und Geschichte an den Universitäten Bonn und Berlin. In Bonn war er Mitglied des Corps Borussia. 1838 und 1839 bereiste er Italien.
Friedländer erhielt 1840, nach seiner Promotion, eine (zunächst unbesoldete) Anstellung an der königlichen Sammlung der antiken Münzen zu Berlin. Durch ansehnliche Erwerbungen während neuer Reisen in Italien zusammen mit Theodor Mommsen (1844–47) legte er den Grundstein zur heutigen Bedeutung des Münzkabinetts im Berliner Bode-Museum. 1858 wurde er Leiter der Abteilung für antike Münzen und 1868 Direktor des vereinigten Münzkabinetts. Als solcher machte er sich durch Ankäufe ganzer Sammlungen (so der des Kammerherrn Adolf von Rauch 1853, der seines Vaters Benoni Friedländer 1861, der des britischen Generals Charles Richard Fox in London 1873 und der des Grafen Anton von Prokesch-Osten in Graz 1873–1875), durch Publikationen, zweckmäßige Anordnung und Nutzbarmachung der zusammengebrachten Schätze verdient. Ab 1872 war er ordentliches Mitglied der Berliner Akademie der Wissenschaften.
Julius Friedländer erlag am 4. April 1884 im Alter von 70 Jahren in Berlin einem Herzleiden. Die Beisetzung erfolgte am 7. April 1884 auf dem Alten Friedhof der St.-Marien- und St.-Nikolai-Gemeinden an der Prenzlauer Allee. Die Trauerrede hielt Julius Müllensiefen, Archidiakon der Marienkirche. Zu den zahlreichen Anwesenden zählten auch Theodor Mommsen, Karl Richard Lepsius und Wilhelm Wattenbach. Das Grabmal ist nicht erhalten.

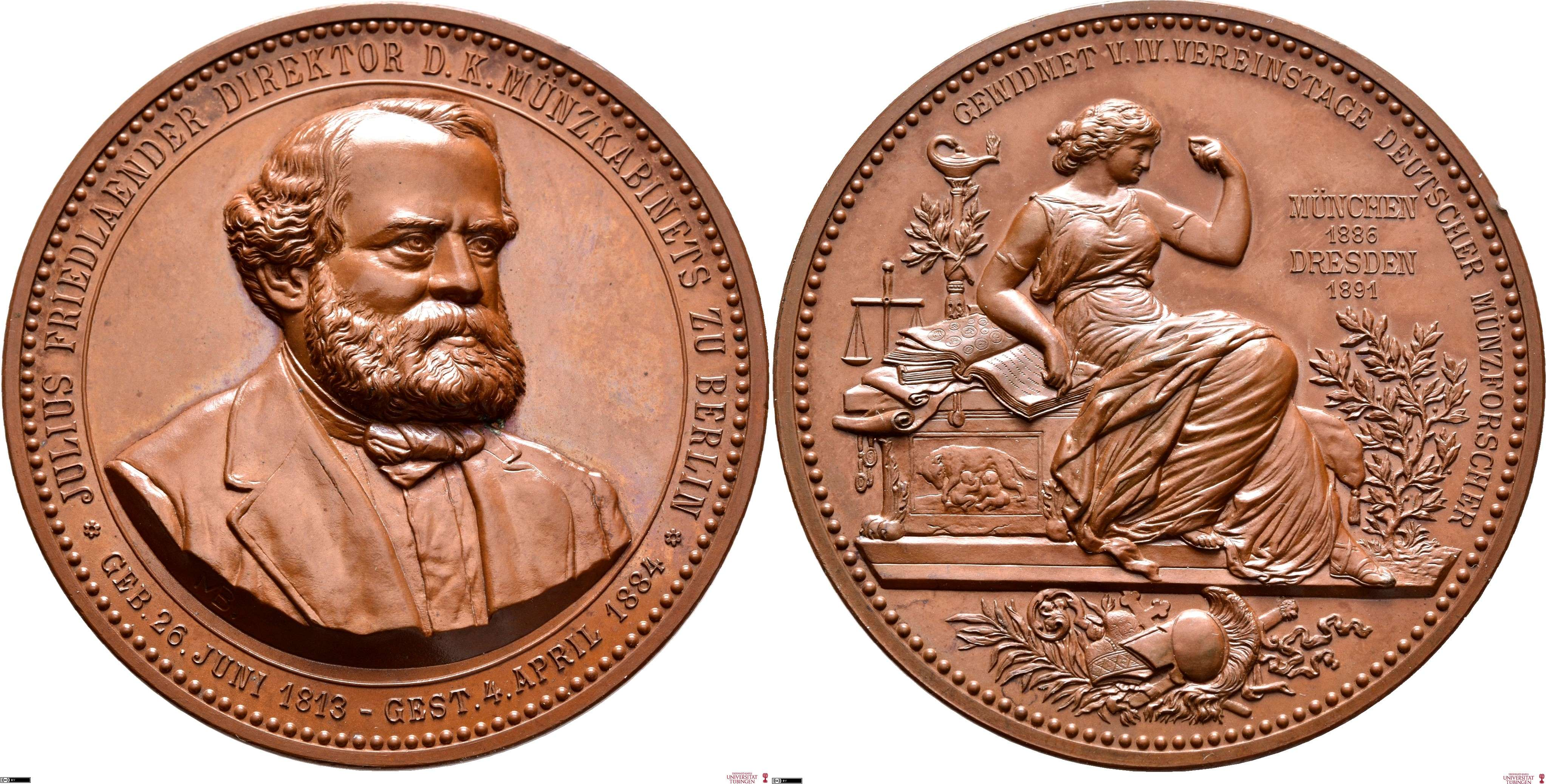
Medaille auf Julius Friedlaender 1891

1886 beschlossen die Teilnehmer des vierten Vereinstags deutscher Münzforscher, zu Julius Friedlaenders Gedenken eine Medaille zu prägen. Herausgegeben wurde sie zum fünften Vereinstag in Dresden 1891. Gefertigt wurde das Stück vom Medailleur Max Barduleck.

## Schriften (Auswahl)
- Numismata Inedita. Berlin 1840, (Digitalisat; = Phil. Diss. Kiel 1840).
- Die Münzen der Ostgothen. Trautwein, Berlin 1844, (Digitalisat).
- Der Fund von Obrzycko, Silbermünzen aus dem zehnten christlichen Jahrhundert. Mit drei Kupfertafeln. Trautwein, Berlin 1844 (Digitalisat).
- Die Münzen der Vandalen. Nachträge zu den Münzen der Ostgothen. Wigand, Leipzig 1849, (Digitalisat).
- Die oskischen Münzen. Wigand, Leipzig 1850, (Digitalisat).
- als Herausgeber: Gottfried Schadow: Aufsätze und Briefe, nebst einem Verzeichniss seiner Werke. Zur hundertjährigen Feier seiner Geburt 20. Mai 1764. Buddeus, Düsseldorf 1864 (Digitalisat; 2., vermehrte Auflage. Ebner & Seubert, Stuttgart 1890).
- mit Alfred von Sallet: Das Königliche Münzkabinet. Geschichte und Übersicht der Sammlung nebst erklärender Beschreibung der auf Schautischen ausgestellten Auswahl. Schade, Berlin 1873 (2., vermehrte Auflage. Weidmann, Berlin 1877, Digitalisat).
- Die italienischen Schaumünzen des 15. Jahrhunderts. 1430–1530. In: Jahrbuch der Königlich Preussischen Kunstsammlungen. Bd. 1, Heft 1, 1880, ISSN 0934-618X, S. 3–11; Bd. 1, Heft 2/4, 1880, S. 78–112, Tafel I–VII;  Bd. 1, Supplement-Heft, 1880, S. 263–270, Tafel VIII; Bd. 2, Heft 1, 1881, S. 24–54, Tafel IX–XIII; Bd. 2, Heft 2, 1881, S. 92–110, Tafel XIV–XVIII; Bd. 2, Heft 3, 1881, S. 157–186, Tafel XIX–XXXIII; Bd. 2, Heft 4, 1881, S. 225–254, Tafel XIV–XXX; Bd. 3, 1882, S. 29–46, S. 136–149, S. 235–267, Tafel XXXI–XLII.
- Ein Verzeichniss von Griechischen falschen Münzen, welche aus modernen Stempeln geprägt sind. Zur Warnung zusammengestellt. Weber, Berlin 1883, (Digitalisat).
- Repertorium zur antiken Numismatik im Anschluss an Mionnet’s Description des Médailles Antiques. Aus seinem Nachlass herausgegeben von Rudolf Weil. Reimer, Berlin 1885, (Digitalisat).